# Formosa Plastics Group
Formosa Plastics Group — один из крупнейших тайваньских промышленных конгломератов с интересами в нефтепереработке, нефтехимии, производстве электронных компонентов, здравоохранении и образовании.

## История
Компанию Formosa Plastics основал Ван Юнчин (Wang Yung-ching, 1917—2008) в 1954 году при финансовой поддержке Американской экономической миссии на Тайване (Формоза — португальское название острова Тайвань). Первоначально компания занималась производством поливинилхлорида (ПВХ), в 1958 году была основана ещё одна компания, Nan Ya Plastics, производящая из ПВХ готовые изделия, такие как трубы, покрытия для пола и оконные рамы. Третья компания Вана Юнчина, Formosa Chemicals & Fiber Corporation, наладила производство вискозного шёлка из отходов лесопильных предприятий. В 1960-е и 1970-е годы Formosa наращивала объёмы производства на Тайване, к середине 1980-х годов 85 % продукции экспортировалось.
В начале 1980-х годов в нефтехимической отрасли в США начался спад, чем воспользовался Ван Юнчин, купив несколько американских предприятий (некоторые - просто взяв на себя их долг) и сделав их рентабельными, в основном за счёт сокращения персонала. В 1990-х годах было построено два крупных нефтехимических комплекса, один в США, другой на Тайване, а также создано совместное предприятие с Hewlett-Packard Company по производству плат для компьютерной техники, 80 млн долларов было потрачено на строительство пяти фабрик в материковом Китае. В 1992 году была основана Formosa Petrochemical Corporation, построившая на Тайване крупный нефтеперерабатывающий завод и выведшая группу на рынок нефтепродуктов.
В 2017 году начал работу сталелитейный комбинат Formosa Ha Tinh Steel во Вьетнаме.

## Деятельность
Составляющие группы на 2020 год:
- Formosa Plastics Corp. — производство пластмасс, выручка $4,88 млрд, 6310 сотрудников.
- Nan Ya Plastics Corp. — производство пластмасс, выручка $5,03 млрд, 12 904 сотрудника.
- Formosa Chemicals & Fibre Corp. — производство синтетических волокон, выручка $5,60 млрд, 4762 сотрудника.
- Formosa Petrochemical Corp. — нефтепереработка выручка $14,49 млрд, 5289 сотрудников.
- Nanya Technology Corp. — выручка $2,13 млрд, 3397 сотрудников.
- Nan Ya PCB Corp. — выручка $1,17 млрд, 5998 сотрудников.
- Formosa Sumco Technology Corp. — выручка $0,42 млрд, 1336 сотрудников.
- Formosa Taffeta Co., Ltd. — выручка $0,76 млрд, 4525 сотрудников.
- Formosa Advanced Technologies Corp. — выручка $0,34 млрд, 2433 сотрудника.
- другие тайваньские компании — выручка $6,27 млрд, 31 175 сотрудников.
- компании в США — выручка $4,71 млрд, 4229 сотрудников.
- компании в КНР — выручка $9,01 млрд, 18 644 сотрудника.
- другие зарубежные компании — выручка $4,30 млрд, 14 317 сотрудников.

Другие активы:
- Formosa Automobile Corporation[англ.] — производство автомобилей
- Mai-Liao Power Corporation[англ.] — электростанция
- Chang Gung Medical Foundation[англ.] — сеть медицинских учреждений
- Chang Gung University[англ.] — частный медицинский университет
- Chang Gung University of Science and Technology[англ.] — частный научно-технологический университет
- Ming Chi University of Technology[англ.] — частный технологический университет